# ガヴィラーテ
ガヴィラーテ（伊: Gavirate）は、イタリア共和国ロンバルディア州ヴァレーゼ県にある、人口約9,100人の基礎自治体（コムーネ）。

## 地理

### 位置・広がり

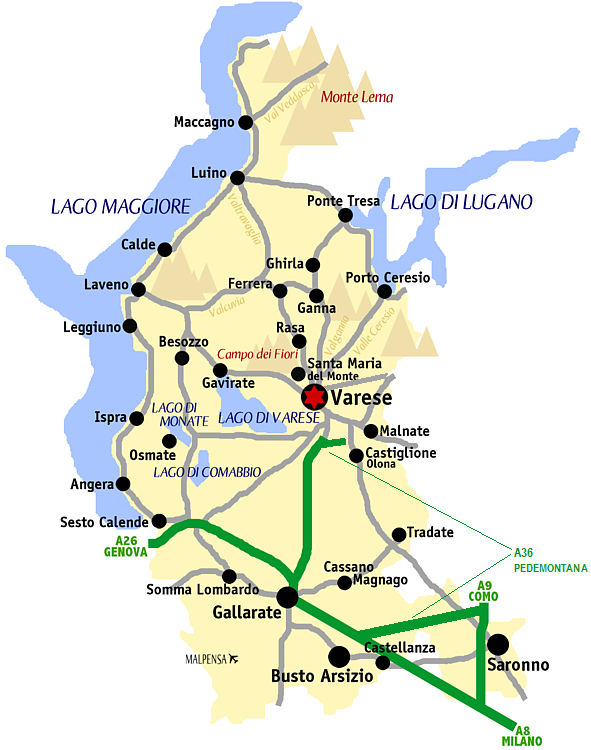
ヴァレーゼ県概略図

#### 隣接コムーネ
隣接するコムーネは以下の通り。
- バラッソ
- バルデッロ・コン・マルジェッソ・エ・ブレーガノ
- ベゾッツォ
- ビアンドロンノ
- カシャーゴ
- コックイオ＝トレヴィザーゴ
- コメーリオ
- クーヴィオ
- ヴァレーゼ

### 地震分類
イタリアの地震リスク階級 (it) では、4 に分類される
。

## 行政

### 分離集落
ガヴィラーテには、以下の分離集落（フラツィオーネ）がある。
- Groppello, Oltrona al Lago, Voltorre, Fignano, Armino